# Viaggio di Giovanni da Verrazzano
Il viaggio di Giovanni da Verrazzano è stato effettuato nel 1524 per conto del Re di Francia Francesco I con l'obiettivo di esplorare una zona tra la Florida e Terranova per cercare una nuova rotta per l'Oceano Pacifico. 
Il Re, spinto dalla comunità mercantile francese, incaricò Verrazzano di scoprire se vi fosse un passaggio diretto dall'Atlantico alla Cina e al Giappone. Queste nazioni erano importanti partner commerciali, in particolare nelle sete e nelle spezie, per la maggior parte delle nazioni europee.
La relazione del viaggio è contenuta nella Lettera a Francesco I, scoperta nel 1908 nella biblioteca del conte Guido Macci di Cellere, da cui prende il nome il volume in essa contenuto, il Codice Cellere.

## Antefatti
Il connazionale di Verrazzano, Cristoforo Colombo, al servizio dei Re Cattolici, aveva raggiunto il Nuovo Mondo nel 1492, e nel corso dei successivi trent'anni le tre maggiori potenze europee, britannica, portoghese e spagnola, indagarono sul nuovo continente, rivendicando la terra per i rispettivi monarchi quando possibile. Pochi anni dopo Colombo, Giovanni Caboto aveva fatto diversi viaggi a Terranova al servizio del re inglese Enrico VII. Nel settembre del 1522 Sebastiano Elcano fece la prima circumnavigazione del globo, e l'anno successivo il re di Francia, Francesco I, fu convinto a inviare una spedizione. Questa era sotto il comando dell'esploratore e umanista fiorentino Giovanni da Verrazzano che fu incaricato di scoprire un passaggio verso ovest per la Cina, che avrebbe consentito ai commercianti di evitare l'infido stretto di Magellano. Questo era l'obiettivo che Colombo si era inizialmente prefisso di raggiungere oltre 30 anni prima. Lione era il fulcro dell'industria della seta francese, e un passaggio più breve avrebbe protetto e aumentato il suo lucroso commercio con il Catai. Francesco era un sostenitore, anche se nessuna fonte ufficiale sopravvive sulla spedizione: era frustrato dal fatto che Portogallo, Spagna e papato avessero effettivamente diviso il globo tra loro. La Francia aveva una rivalità commerciale particolarmente aspra con il Portogallo, che portò ripetutamente a scontri armati nelle aree in cui i loro interessi reciproci si sovrapponevano, come le coste brasiliane e dell'Africa occidentale. D'altra parte, Francesco voleva l'assistenza del Portogallo nella guerra in Italia. Peraltro, la sua situazione finanziaria sufficientemente precaria per il coinvolgimento di Francesco nelle  guerre italiane lo spinse a una spedizione, a condizione che scoprisse una nuova fonte di ricchezza per la Francia. È stato ipotizzato che anche Verrazzano avesse intenzione di trarre profitto personale dal suo viaggio di scoperta. La comunità mercantile lionese era quasi esclusivamente fiorentina, come Verrazzano, e costituiva una comunità di espatriati. Documenti risalenti al marzo dell'anno precedente suggeriscono che insieme, Verrazzano e questi mercanti, avevano formato un sindacato in fase di pianificazione della spedizione. Questo aveva lo scopo di dividere tra loro sia l'investimento che il profitto del viaggio; sono descritti come tous marchans florentins (francese per "tutti i mercanti fiorentini").

## Il viaggio
Il Codice afferma, proprio all'inizio, come le istruzioni di re Francesco fossero di "scoprire nuove terre" e soprattutto una nuova rotta per il Catai. Inizia descrivendo la partenza di Verrazzano dalla Francia con quattro navi, di cui due perse quasi subito a causa di una tempesta. Le altre due, Le Dauphine e Le Normandie dovettero tornare in Bretagna, dove, "dopo un breve periodo di interferenza con la navigazione spagnola" al largo della costa, La Dauphine salpò da sola verso Madera. Verrazzano partì, "in gran segreto", da Porto Santo, nell'estremo ovest dell'isola, il 17 gennaio 1524. Da qualche parte nell'Atlantico incontrò una violenta tempesta che imperversò per sedici ore. Verrazzano attribuì la sopravvivenza della nave all'intervento divino e alla propria navigabilità. Viaggiò verso ovest lungo il 32º parallelo (circa 240 km a nord della rotta di Colombo) e alla fine, avvistando "una nuova terra mai vista prima da nessuno", approdò a Cape Fear. Il Codice descrive come navigò per 256 km a sud della Florida in cerca di un porto. Non trovandone alcuno, tornò a Cape Fear e sbarcò, facendo i primi passi nel nuovo continente. Pochi giorni dopo  La Dauphine salpò di nuovo, questa volta verso nord-est, sempre in vista della costa, passando per la Carolina del Nord e la Georgia. Questa zona Verrazzano denominò Selva di Lauri e Campo di Cedri, ovvero Bosco degli allori e Campo dei cedri. Passò poi Virginia, Maryland, Delaware, New Jersey, "su un mare caratterizzato da onde enormi", dove registrò di aver visto Navesink Highlands, che chiamò "piccola montagna nel mare". Successivamente giunse a New York (che chiamò Nova Gallia, in latino per Nuova Francia) e alle coste del Rhode Island. Qui "mise da parte temporaneamente la sua pratica prudente di gettare sempre l'ancora al largo in acque aperte" e navigò dritto in quella che probabilmente era la baia di Narragansett. Qui notò la sua buona posizione difensiva e il potenziale che possedeva per le fortificazioni costiere. Descrisse Staten Island e Brooklyn come "due piccole ma prominenti colline... [su entrambi i lati] di un fiume molto ampio". La Dauphine seguì quindi la costa della Nuova Inghilterra, dove a Casco Bay, nel Maine, incontrò per la prima volta i nativi che erano ormai esperti nel commercio con gli europei. Il Codice rivela la disapprovazione di Verrazzano per le cattive maniere di questi indigeni, per come le vedeva lui, perché spesso "esibivano le loro natiche nude e ridevano smodatamente".
Da lì viaggiò fino in Nuova Scozia e Terranova (che il Codice chiama "Bacalaia"). La Dauphine tornò a Dieppe all'inizio di luglio 1524. Tuttavia, Codignola osserva che sebbene la maggior parte dei luoghi possa essere generalmente identificata, la narrazione del viaggio "è nella migliore delle ipotesi vaga", e vi sono alcune aree, come la baia di Chesapeake e la baia di Fundy, che, è stato affermato, non avrebbe potuto mancare, ma non sono state affatto menzionate. Chesapeake Bay, è stato notato, è larga 17,8 km ma "inspiegabilmente (considerando la sua ricerca di un passaggio attraverso le Americhe) non vi entrò". Se, tuttavia, Verrazzano mancò davvero di avvistare questi luoghi, può significare che la sua attenzione per la terra generalmente era distratta, forse da condizioni meteorologiche sempre più avverse; Verrazzano descrisse "il tempo contrario" come motivo per non aver potuto sbarcare su un'isola poco più avanti nel viaggio.
Verrazzano navigò alla foce del fiume Delaware e la chiamò "Vandoma"; non descrisse, come dice Phelps Stokes, il fiume Hudson, citandolo semplicemente come "un grosso fiume". Citò Martha's Vineyard come "Aloysia". Il Codice è anche l'unica versione della lettera di Verrazzano che contiene un riferimento al, "falso mare" (immaginario)—istmo di Verrazzano, che non è menzionato in nessun'altra mappa contemporanea del suo viaggio. anche se successivamente apparirà in molte carte, a cominciare da quelle di Vesconte Maggiolo. 
Viene descritto nel Codice come "un istmo largo 1,6 km e lungo circa 320 km" (e che Verrazano annota essere così lungo che potevano "vedere il mare orientale dalla nave", ad esempio, l'oceano Pacifico), e che pensavano si estendesse "attorno alla punta dell'India, della Cina e del Catai". Questo è stato definito "uno degli errori più famosi nella prima cartografia". È stato suggerito che l'errore di Verrazzano derivasse dalla distanza dalla quale si teneva dalla riva, che lo portò a non essere in grado di vedere quella che sembrava essere una cresta con acqua ma nessuna terra immediatamente al di là di essa. L'accademico americano Thomas Suarez ha considerato la reazione di Verrazzano alla scoperta del presunto istmo come "bizzarra": "dopo aver affermato di aver portato alla luce il 'Santo Graal' dei navigatori, a quanto pare Verrazzano non ha fatto alcun tentativo di attraversare l'istmo, né a terra né attraverso nessuna delle insenature da lui riportate, insenature che una delle sue scialuppe avrebbe avuto poca difficoltà a navigare. Né sembra che Verrazzano abbia tentato di tornare al suo promettente istmo", tanto più che gli sarebbe stato impossibile non aver visto le lagune da cui sgorgava acqua dolce, e che, quindi, avrebbero potuto teoricamente fornire il passaggio verso ovest che stava cercando. Percorrendo circa 256 km verso nord, Verrazzano inviò una squadra di sbarco a terra intorno a quella che oggi è la contea di Worchester nel Maryland, o la contea di Accomack in Virginia. Per quella che chiamò la "bellezza degli alberi", descrivendo la costa come "molto verde e boscosa, ma senza porti", la chiamò Arcadia. Mentre erano a terra, i francesi rapirono un ragazzo indigeno. Proseguendo per altri 540 km a nord La Dauphine giunse a Sandy Hook, nel New Jersey. Ben presto giunsero a "un ampio fiume tra due colline prominenti e presero una piccola barca a monte del fiume in una terra densamente popolata. A quel punto, il fiume si allargò fino a diventare un lago". Verrazzano chiamò una delle vette "Angoleme" (re Francesco era stato conte di Angouleme prima di salire al trono nel 1515) e l'altra la chiamò "Santa Margherita", in onore della sorella del re, Margherita di Valois. Chiamò altri promontori in onore di membri della nobiltà francese come il Duca d'Alençon, il signore di Bonnivet], il Duca di Vendôme e il Conte di St-Pol. Verrazzano e il suo equipaggio avevano scoperto il porto di New York. Gettarono l'ancora a quello che ora è chiamato The Narrows, da cui è stato chiamato il ponte di Verrazzano. Il lago che vide era in realtà Upper New York Bay, ma non risalì il fiume abbastanza perché questo diventasse evidente. Descrisse i numerosi abitanti come "vestiti di piume d'uccello di vari colori, e venivano verso di noi con gioia emettendo forti grida di meraviglia". È probabile che Verrazzano sarebbe rimasto più a lungo, ma scoppiò una tempesta nel porto e dopo solo un giorno La Dauphine fu costretta a ritirarsi in alto mare, e a quel punto Verrazzano decise di continuare la sua navigazione verso nord: "con nostro grande dispiacere", scrisse Verrazzano, in quanto la regione fosse "non priva di cose di valore". Verrazzano proseguì per Rhode Island, dove si fermò a Newport, per poi navigare per altri 720 km, fino a Cape Cod. Questa era una regione particolarmente pericolosa per gli esploratori e Schwartz nota l'ironia nel nominare l'area da parte di Verrazzano in onore del "funzionario pontificio a lui molto antipatico", Francesco Armellini. L'ultima tappa del viaggio lo portò a Terranova, o quella che definì "la terra che un tempo trovarono i Britanni, che giace a 50 gradi" ovvero Cape Breton e la Nuova Scozia.

## Conseguenze
Le informazioni geografiche ricavate da questo viaggio ebbero una significativa influenza nei cartografi del Cinquecento. L'immediata risposta pubblica al ritorno di Verrazzano in Francia, nel 1525, sembra essere stata che il suo viaggio era stato un fallimento e quanto di più prezioso da lui portato era "il bottino costituito dalle patate dolci il cui colore, si sperava, potesse essere considerato una prova di depositi di rame". Verrazzano probabilmente intendeva tornare per esplorare ulteriormente la costa orientale, ma quando tornò in Francia la situazione politica era cambiata drasticamente. Le fortune francesi stavano cadendo nelle guerre italiane, e Francesco I, già a 160 km a sud di Dieppe, a Blois, si stava recando personalmente lì per supervisionare una rinnovata campagna. Verrazzano inviò un rapporto da Dieppe. Knecht ipotizza che il re potrebbe non aver trovato il tempo per leggere il rapporto di Verrazano, o di incontrare il navigatore a Lione (dove il re era arrivato il 7 agosto). Anzi, potrebbe non averlo nemmeno ricevuto; Samuel Morison ha notato come anche il rapporto dell'illustre predecessore di Verrazzano, Colombo, non fosse garantito arrivare senza che ne fossero inviate più copie: "Fu inviato o presentato di persona da Colombo ai sovrani a Barcellona, dove senza dubbio trovò la sua strada negli archivi reali in continuo movimento, e così fu perso o gettato via. Fortunatamente, erano state realizzate una o più belle copie dopo che il diario fu ricevuto a Barcellona". Allo stesso modo, non è sopravvissuto nessuno dei rapporti di Hernán Cortés, del 1519 o del 1526, all'Imperatore Carlo V, ma il loro contenuto è noto per le copie fatte subito dopo il ricevimento.
Wroth rileva anche altri fattori che potrebbero aver diminuito l'interesse immediato di Francesco I per il rapporto di Verrazzano: oltre ai rapidi movimenti della casa reale e ai preparativi militari, la moglie di Francesco, la regina Claudia, era morta a Blois il 27 luglio.
Sebbene il re avesse lasciato a Verrazzano l'incarico di allestire una nuova spedizione (di quattro navi), non appena questa fu completata, le navi furono requisite per lo sforzo bellico di Francesco. Verrazzano potrebbe aver tentato di trovare un altro mecenate nel re d'Inghilterra o in Portogallo. Pertanto costituì una società con l'ammiraglio Chabot e Jean Ango per recarsi alle Isole delle Spezie attraverso il Capo di Buona Speranza, ma sebbene la sua flotta di tre navi aveva lasciato la Francia nel 1537, il tempo era così brutto da costringerlo a tornare in Francia entro il mese di settembre. Successivamente fu incaricato da Chabot di cercare "un grande fiume sulla costa del Brasile" in un altro tentativo di cercare un passaggio per il Pacifico. Questo viaggio doveva essere l'ultimo di Verrazzano; fu ucciso e mangiato da qualche parte nei Caraibi e le sue navi tornarono in Francia senza di lui.